# Быстрых, Николай Михайлович
Никола́й Миха́йлович Бы́стрых (14 (26) января 1893, Мотовилиха, Пермская губерния, Российская империя — 23 февраля 1939, Москва, СССР) — деятель органов и войск ВЧК-ОГПУ-НКВД, комиссар государственной безопасности 3-го ранга (1935).

## Биография
Родился в семье токаря Мотовилихинского пушечного завода Михаила Ивановича Быстрых и его жены Аполлинарии Григорьевны. В 1907 году из-за травмы отца вынужден был бросить двухклассное училище и пойти работать на завод. Под влиянием работающих на заводе большевиков начал участвовать в подпольной деятельности. В 1911 году вступил в РСДРП (м). В 1912 году был арестован за распространение «Правды», впоследствии арестовывался ещё дважды.
После начала Первой мировой войны призван в армию, где стал пулеметчиком, дослужился до старшего унтер-офицера и был направлен в школу прапорщиков, но в июне 1917 года, как специалист, был откомандирован обратно на завод. В октябре вступил в РСДРП (б). После Октябрьской революции был назначен начальником пулеметной команды красногвардейского отряда, затем сотрудником бюро контрразведки при Центральном штабе Красной гвардии Перми.
В мае 1918 года начал работать в Оханской уездной ЧК Пермской губернии, затем переведен в Вятскую губернскую ЧК. В мае 1919 года стал начальником активной части особого отдела 3-й армии Восточного фронта. 3 апреля 1920 года назначен начальником особого отдела Екатеринбургской губернской ЧК. В мае возглавил особый отдел 16-й армии Западного фронта, а затем — особый отдел 6-й армии Крымского фронта.
По свидетельствам очевидцев Н. М. Быстрых был человеком весёлого нрава, острословом, любящим петь украинские песни и фотографироваться в надуманных и горделивых позах (глаза устремлены вдаль, а лицо всегда одухотворено). В анкете, заполненной Быстрых 22 сентября 1920 года, на вопрос: «Ближайшие задачи по переживаемому моменту» он дал ответ: «Укрепить тыл, разбить Врангеля и польскую шляхту и зажечь пожар мировой революции».
В ноябре 1920 года назначен начальником особого отдела Крымской ЧК. Принимал особо активное участие в проведении красного террора в Крыму в качестве председателя чрезвычайной «тройки». Подписал сотни расстрельных приговоров — «тройка» под председательством Н. М. Быстрых выносила постановления о расстреле:
- в Джанкое: 4 декабря 1920 года — 134 человека и 20 декабря — 41 человек;
- в Симферополе: 22 ноября 1920 года — 27 человек, 24 ноября — 69 человек;
- в Евпатории — 8 декабря 1920 года — 122 человека.

В том же месяце провел операцию по аресту штаба Махно. Был награждён орденом Красного Знамени, золотыми часами с надписью «Честному воину Рабоче-Крестьянской Красной Армии» и серебряной шашкой с надписью «Николаю Михайловичу Быстрых за храбрость в борьбе с врагами Советской республики от Феликса Дзержинского».
В январе 1921 года руководил особым отделом Харьковского военного округа. Со следующего года служил в центральном аппарате ГПУ Украины, и 21 февраля 1923 года возглавил его Особый отдел. Одновременно с ноября 1926 года командовал пограничными войсками ГПУ УССР. Был награждён «Почетным знаком ВЧК-ГПУ».

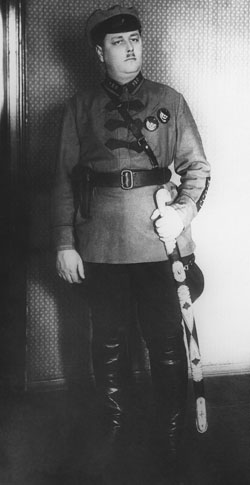
Николай Быстрых с наградной серебряной шашкой «От ВУЦИК — за подвиги»

В 1931 году назначен начальником Главного управления пограничной охраны и войск ОГПУ. В июне 1932 года представил проект по увеличению численности пограничной охраны до 100 тыс. человек к 1935 году (реально этот показатель был достигнут позже).
В мае 1933 года направлен в Ташкент в качестве заместителя полномочного представителя ОГПУ по Средней Азии. Был награждён вторым орденом Красного Знамени и вторым «Почетным знаком ВЧК-ГПУ».
В следующем году вернулся в Москву с назначением на должность Главного инспектора по пограничной и внутренней охраны и рабоче-крестьянской милиции НКВД. В 1935 году получил специальное звание комиссара государственной безопасности 3-го ранга и был награждён орденом Красной Звезды.
После того, как наркомом внутренних дел стал Н. И. Ежов, должность главного инспектора была сокращена как дублирующая деятельность других структурных подразделений наркомата, и Быстрых был назначен заместителем начальника Главного управления рабоче-крестьянской милиции НКВД.
22 октября 1938 года был арестован. Внесен в список Л. Берии — А. Вышинского от 15 февраля 1939 года по 1-й категории. 22 февраля 1939 года ВКВС СССР приговорён к смертной казни по обвинению в «участии в к.-р. террористической организации в органах НКВД». Расстрелян в ночь на 23 февраля 1939 года вместе с группой руководящих сотрудников НКВД СССР (В. С. Агас, М. С. Алёхин, Я. М. Вейншток, С. Г. Волынский, М. Л. Гатов, С. Г. Гендин, М. А. Листенгурт, С. Б. Балаян и др.). Место захоронения — «могила невостребованных прахов» № 1 крематория Донского кладбища. Посмертно реабилитирован ВКВС СССР 22 сентября 1956 года.

## Память
В честь Быстрых названы улицы в городах Пермь и Лысьва.